# Letavto
Letavto, tudi "leteči avtomobil" je križanec med zrakoplovom in avtomobilom.
Taka vozila-zrakoplovi niso še v široki rabi, vendar že dalj časa burijo domišljijo. Po navadi so to različna konceptna vozila, ki so zasnovana bodisi kot sestavljiva, ki imajo cestno osnovo, na katero se lahko nadgradi letalne dele, bodisi kot celostna, ki se jim za letenje ali za vožnjo nič ne odvzema ali dodaja.
Leta 2012 je bila ustanovljeno Mednarodno združenje letavtov (International Flying Car Association), ki naj bi povezovalo proizvajalce letavtov, zbiralo novice in nudilo podatke.

## Zgodovina
| model                             | leto/ obdobje | opis                | razvijalec/konstruktor                            | razvojna stopnja                                            |
| --------------------------------- | ------------- | ------------------- | ------------------------------------------------- | ----------------------------------------------------------- |
| Curtiss Autoplane                 | 1917          | sestavljivo letalo  | Glenn Curtiss / Curtiss-Wright                    | prototip                                                    |
| Skroback Roadable Airplane        | 1925–1942     | celostno letalo     | Frank E. Skroback                                 | prototip                                                    |
| Autogiro Company of America AC-35 | 1935–1942     | celostni žirokopter | Autogiro Company of America                       | leteč prototip                                              |
| Waterman Arrowbile                | 1935–1957     | celostno letalo     | Waldo Waterman / Watermann Arrowplane Co.         | leteč prototip                                              |
| Gwinn Aircar                      | 1935–1938     | sestavljivo letalo  | Joseph M. Gwinn, Jr. / Gwinn Aircar Company, Inc. | leteč prototip, strmoglavljen                               |
| Southernaire Roadable             | 1939          |                     | Ted Hall / Southern Aircraft Co.                  | leteč                                                       |
| Jess Dixon's flying auto          | 1940          | celostni kopter     | Jess Dixon                                        | leteč prototip, patent                                      |
| Hafner Rotabuggy                  | 1942–1944     | celostni žiroskop   | Raoul Hafner / R. Malcolm Ltd                     | leteč prototip                                              |
| Airmaster                         | 1944          | sestavljivo letalo  | Herbert & Helen Boggs                             | koncept                                                     |
| Fulton Airphibian                 | 1946          | setavljivo letalo   | Robert Edison Fulton, Jr. / Continental Inc       | prototip                                                    |
| Convair Model 116 ConVairCar      | 1946          | setavljivo letalo   | Ted Hall / Convair                                | leteč prototip                                              |
| Convair Model 118 ConVairCar      | 1947–1948     | setavljivo letalo   | Ted Hall / Convair                                | leteč prototip                                              |
| Aerauto PL.5C                     | 1946–1953     | celostno letalo     | Luigi Pellarini / Carrozzeria Colli               | prototip                                                    |
| Aerocar                           | 1946–1960s    | setavljivo letalo   | Moulton Taylor / Aerocar International            | leteči prototip                                             |
| Bryan Autoplane                   | 1953–1974     | celostno letalo     | Leland Bryan                                      | leteči prototip, strmoglavljen                              |
| BelGeddes                         | 1954          | setavljivo letalo   | Norman Bel Geddes                                 | koncept                                                     |
| Halsmer Aero Car                  | 1959          | celostno letalo     | Joseph Halsmer                                    | letelo                                                      |
| Wagner Aerocar                    | 1965–1971     | celostni helikopter | Alfred Vogt / Wagner                              | leteči prototip                                             |
| AVE Mizar                         | 1971–1973     | setavljivo letalo   | Henry Smolinski / Advanced Vehicle Engineers      | v strmoglavljenju ubit razvijalec                           |
| Lebouder Autoplane                | 1973-1977     | setavljivo letalo   | Robert Lebouder                                   | uspešno letelo in do nesreče pri pristanku osvajalo nagrade |
| AviAuto                           | 1981–1990s    | celostno letalo     | Harvey Miller / Aviauto Corp / Florida Tech       | koncept                                                     |

Med sodobnejšimi različicami letavta so:

### Leteči
- Parajet Skycar
- Terrafugia Transition
- Super Sky Cycle
- PAL-V ONE
- Maverick Flying Dune Buggy
- Plane Driven PD-1 Roadable Glastar
- Aeromobil 2.5

### Delno leteči
- Scaled Composites Model 367 BiPod

### Z dovoljenjem za ceste ali leteče makete
- LaBiche Aerospaceov LaBiche FSC-1
- Haynes Aero Skyblazer
- Samson Switchblade
- The Krossblade SkyProwler

### Zasnove
- The Aerocar 2000
- The iCar 101